# 日本ライン夏まつりロングラン花火
日本ライン夏まつりロングラン花火（にほんラインなつまつりロングランはなび）は、愛知県犬山市で、毎年8月上旬に開催される花火大会である。
旧称は日本ライン夏まつり納涼花火大会。

## 概要
- 主催は犬山市、各務原市などで組織する日本ライン夏まつり実行委員会[1]。名称は岐阜県美濃加茂市から愛知県犬山市にかけての木曽川の峡谷の別称、日本ラインに因む。
- 愛知県犬山市と岐阜県各務原市の境の木曽川で行われる花火大会である。犬山橋の下流、犬山頭首工で堰き止められた木曽川の船上から打ち上げられる[2]。開催期間は毎年8月1日から10日の10日間。
- 元は1980年（昭和55年）から開催されていた日本ライン夏まつり納涼花火大会（毎年8月10日開催。3,000発打ち上げ）である。日本ライン夏まつり納涼花火大会当日の前（8月1日から9日）には木曽川ロングラン花火（毎日200発）が行われていた[3]。会場周辺が狭く、多数の来場者で混雑することもあり、安全確保の観点から2022年（令和4年）以降は日本ライン夏まつり納涼花火大会と木曽川ロングラン花火を事実上統合し、開催期間を10日間（8月1日から10日）に分散。各日に約10分間（300発）の打ち上げ花火とすることに変更[4]。同時に日本ライン夏まつりロングラン花火に改称する。尚、開催回は日本ライン夏まつり納涼花火大会から通算となっており、2023年で第44回を数える[5]。
- 犬山市側の木曽川遊歩道では、キッチンカーなどの出店がある「宵のいぬやMARCHE」も開催される。

## 交通アクセス

### 公共交通機関
- 名古屋鉄道犬山線犬山遊園駅下車。
- 名古屋鉄道犬山線・各務原線新鵜沼駅下車。

### 自動車
- 各務原市民プールの駐車場が開催期間は開放される。